# Saint-Siméon (Orne)
Saint-Siméon és un municipi francès situat al departament de l'Orne i a la regió de Normandia. L'any 2007 tenia 269 habitants.

## Demografia

### Població
El 2007 la població de fet de Saint-Siméon era de 269 persones. Hi havia 116 famílies de les quals 36 eren unipersonals (16 homes vivint sols i 20 dones vivint soles), 52 parelles sense fills, 24 parelles amb fills i 4 famílies monoparentals amb fills.
La població ha evolucionat segons el següent gràfic:
Habitants censats

### Habitatges
El 2007 hi havia 207 habitatges, 120 eren l'habitatge principal de la família, 72 eren segones residències i 16 estaven desocupats. 204 eren cases i 2 eren apartaments. Dels 120 habitatges principals, 101 estaven ocupats pels seus propietaris, 13 estaven llogats i ocupats pels llogaters i 6 estaven cedits a títol gratuït; 2 tenien una cambra, 4 en tenien dues, 20 en tenien tres, 30 en tenien quatre i 64 en tenien cinc o més. 98 habitatges disposaven pel capbaix d'una plaça de pàrquing. A 61 habitatges hi havia un automòbil i a 43 n'hi havia dos o més.

### Piràmide de població
La piràmide de població per edats i sexe el 2009 era:
| Homes | Edats   | Dones |
| ----- | ------- | ----- |
| 0     | 95 o +  | 0     |
| 0     | 90 a 94 | 0     |
| 4     | 85 a 89 | 8     |
| 0     | 80 a 84 | 0     |
| 16    | 75 a 79 | 8     |
| 8     | 70 a 74 | 4     |
| 4     | 65 a 69 | 40    |
| 16    | 60 a 64 | 8     |
| 4     | 55 a 59 | 0     |
| 4     | 50 a 54 | 12    |
| 0     | 45 a 49 | 0     |
| 8     | 40 a 44 | 4     |
| 12    | 35 a 39 | 8     |
| 4     | 30 a 34 | 8     |
| 4     | 25 a 29 | 8     |
| 0     | 20 a 24 | 8     |
| 8     | 15 a 19 | 0     |
| 8     | 10 a 14 | 8     |
| 0     | 5 a 9   | 0     |
| 4     | 0 a 4   | 12    |

## Economia
El 2007 la població en edat de treballar era de 135 persones, 92 eren actives i 43 eren inactives. De les 92 persones actives 88 estaven ocupades (53 homes i 35 dones) i 4 estaven aturades (4 dones i 4 dones). De les 43 persones inactives 26 estaven jubilades, 7 estaven estudiant i 10 estaven classificades com a «altres inactius».

### Ingressos
El 2009 a Saint-Siméon hi havia 117 unitats fiscals que integraven 261 persones, la mediana anual d'ingressos fiscals per persona era de 12.409 €.

### Activitats econòmiques
Dels 9 establiments que hi havia el 2007, 1 era d'una empresa de fabricació d'altres productes industrials, 1 d'una empresa de construcció, 3 d'empreses de comerç i reparació d'automòbils, 1 d'una empresa d'hostatgeria i restauració, 1 d'una empresa immobiliària, 1 d'una empresa de serveis i 1 d'una empresa classificada com a «altres activitats de serveis».
Dels 5 establiments de servei als particulars que hi havia el 2009, 1 era un taller de reparació d'automòbils i de material agrícola, 2 guixaires pintors, 1 fusteria i 1 agència immobiliària.
L'any 2000 a Saint-Siméon hi havia 30 explotacions agrícoles que ocupaven un total de 1.219 hectàrees.

## Poblacions més properes
El següent diagrama mostra les poblacions més properes.